# Cofradía de Nuestro Señor Jesús de la Redención
La Cofradía de Nuestro Señor Jesús de la Redención es una cofradía católica de la ciudad de León, España. Fue fundada en 1991 y tiene su sede en la iglesia de San Martín.

## Historia
La cofradía inició su andadura en diciembre de 1990, cuando un grupo de jóvenes elaboró y presentó unos estatutos que, posteriormente, fueron aprobados bajo el episcopado de Antonio Villaplana Molina, los cuales dieron nacimiento a la nueva cofradía el 17 de enero de 1991. Ese mismo año salió por primera vez a la calle, procesionando a la vieja usanza y rescatándose el uso de las horquetas. Se estableció como sede canónica la iglesia de San Martín, templo románico fechado hacia el siglo XI.
Se eligió como día de salida el Domingo de Ramos –proclamado como día de la juventud por el Papa Juan Pablo II– para así aglutinar a los jóvenes en los valores penitenciales heredados, y la denominación de Nuestro Señor Jesús de la Redención, con el fin de dar testimonio de fe de todos los actos de la Redención. Se tomaron como titulares a Nuestro Señor Jesús de la Redención y a la Santa Cruz, motivo por el cual se estableció como festividad el 14 de septiembre, día de la Exaltación de la Santa Cruz.
Procesionó durante 1991 y 1992 la talla de un crucificado cedido por la Real Cofradía del Santísimo Sacramento de Minerva y la Santa Vera Cruz, concretamente el Cristo del Desenclavo, obra anónima del siglo XVI que procesiona el Miércoles Santo y en el Santo Entierro del Viernes Santo.
Hasta la Semana Santa de 2024, la procesión de Nuestro Señor Jesús de la Redención salía desde del Real Monasterio de Santa María de Carbajal, de las RRMM Madres Benedictinas. Tras acuerdo ratificado en Junta General Extraordinaria, la cofradía decidió trasladar, a partir de 2025, su lugar de salida al Museo Diocesano y de Semana Santa.
La cofradía forma parte del callejero municipal de León desde el 29 de marzo de 2023, día en el que el alcalde José Antonio Diez Díaz descubrió la placa que rebautizaba la antigua calle Corta como calle de La Redención, en reconocimiento a la labor realizada por esta desde su fundación por la Semana Santa de León.
La Redención está hermanada desde su fundación con la Hermandad de la Redención de Sevilla, así como con la Cofradía de Nuestro Padre Jesús Nazareno de Oviedo.

## Emblema

Indumentaria

El emblema consta de una cruz sencilla rodeada en su parte inferior por una corona de espinas. A los pies de la cruz se muestran tres clavos y, en la cabecera, un pliego con la inscripción INRI, todo ello orlado por dos palmas.

## Indumentaria
El hábito se compone de túnica negra, con el emblema de la cofradía de color rojo, bocamangas y capillo de tela rojos, cíngulo rojo. Se completa con zapatos, guantes y calcetines negros, pantalón oscuro, camisa blanca y corbata negra. Por su parte, el hábito de la Junta de Seises cambia el capillo por un capirote alto, siendo este y las bocamangas de terciopelo rojo.

## Actos y procesiones
- Primer Domingo de Cuaresma: Toma de posesión del nuevo abad y de los nuevos seises.
- Cuarto Sábado de Cuaresma: Solemne vía crucis de Redención por el barrio de San Martín.
- Sábado de Pasión: Besapié al Santo Cristo de la Redención en la capilla del Monasterio de las RR. MM. Benedictinas.
- Domingo de Ramos: Procesión de Nuestro Señor Jesús de la Redención.
- 14 de septiembre: Festividad de la Exaltación de la Santa Cruz.
- Último fin de semana de octubre: Triduo en honor a Nuestra Madre de la Divina Gracia.
- Sábado más próximo a la festividad de Cristo Rey del Universo: Acto de culto a Nuestro Padre Jesús de la Misericordia.

### Procesión de Nuestro Señor Jesús de la Redención
La procesión de la Redención tiene lugar el Domingo de Ramos y recorre las calles del barrio de San Martín de León. Da comienzo en el interior del patio central del Museo Diocesano y de Semana Santa, cuando el abad de la cofradía da la orden a los hermanos de bajar el capillo y guardar silencio durante el transcurso de la misma. A continuación, el Hermano Secretario acompañado por un tambor, sale de la iglesia de San Martín, recorriendo los metros que separan la puerta de la iglesia de la puerta del Museo. Una vez frente a ella, da tres golpes y realiza la tradicional llamada: «A vosotros os llamo, Hermanos de la Cofradía de Nuestro Señor Jesús de la Redención». Tras abrir las puertas, comienza la procesión, en la que participan los pasos de Nuestro Padre Jesús de la Misericordia, Nuestro Señor Jesús de la Redención y Nuestra Madre de la Divina Gracia.

## Pasos

### Nuestro Padre Jesús de la Misericordia

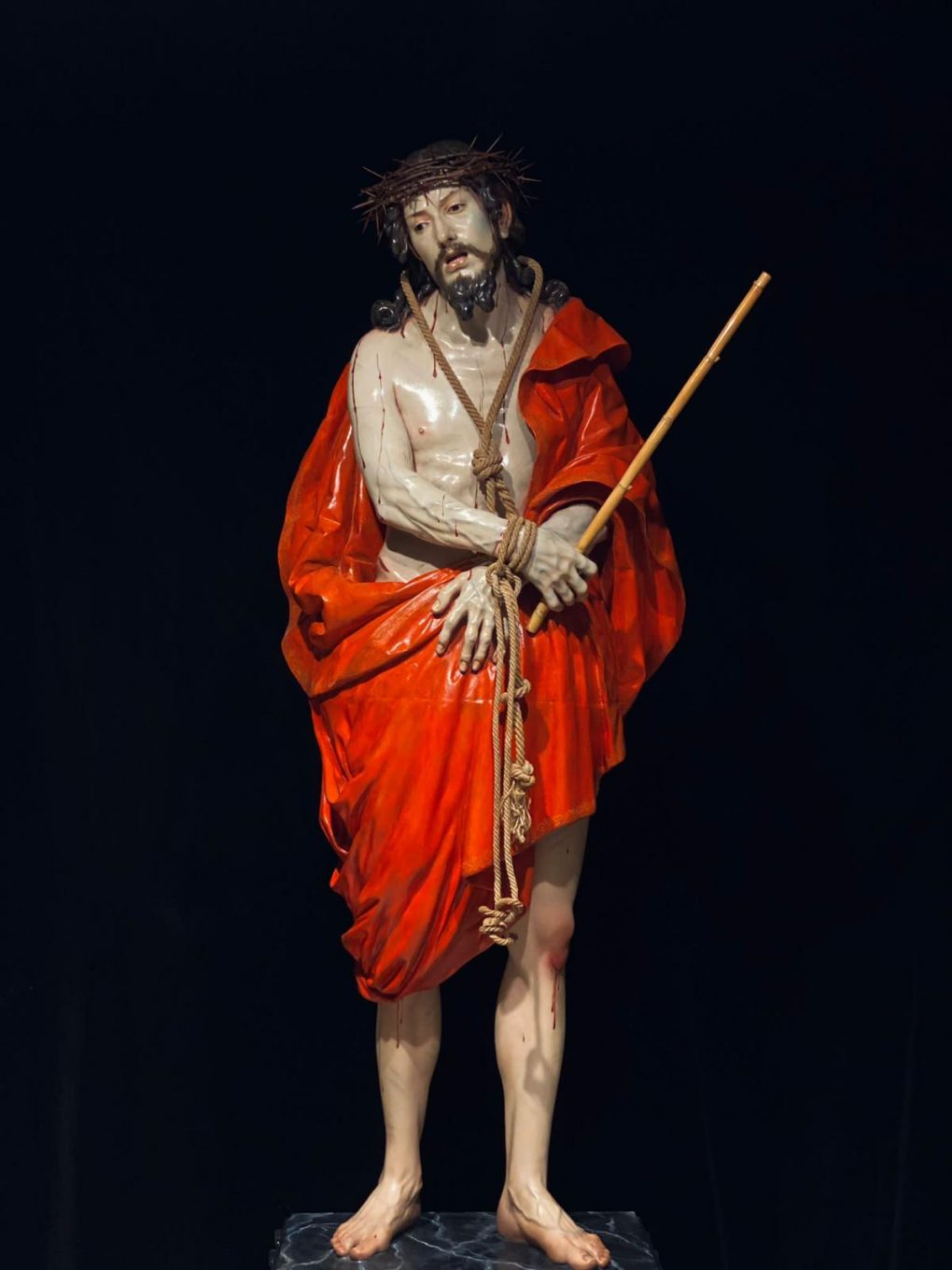
Nuestro Padre Jesús de la Misericordia. Obra de Luisa Roldán,

La imagen corresponde a una talla de Cristo en su presentación al pueblo respondiendo a la iconografía del Ecce Homo tradicional, implantada en el siglo XVI en los grabados de Alberto Durero. Es una imagen de busto de arte barroco andaluz, obra de Luisa Roldán y policromado por Tomás de los Arcos. Su hechura data de principios del siglo XVIII (entre los años 1702 y 1705), coincidiendo con su etapa como escultora de cámara en la corte del rey Felipe V, en Madrid.Fue encargado por un alto funcionario de la corte del mencionado rey, para su capilla del madrileño convento de Montserrat.
Inicialmente atribuida de manera errónea a Pedro de Mena, fue el profesor Fernando Llamazares Rodríguez el que puso por primera vez el foco de su autoría en Luisa Roldán, considerándola además «una manifestación muy sobresaliente en el conjunto de su producción artística». En su artículo, Fernando Llamazares basa su argumentación en las similitudes entre el Ecce Homo de León y los de la catedral de Cádiz y la iglesia de San Francisco de Córdoba, pero más especialmente, en la profunda vinculación en fondo y forma con el rostro del Nazareno del convento conquense de las Hermanas Clarisas Nazarenas de Sisante. La imagen fue recuperada por la cofradía y procesiona desde el Domingo de Ramos de 1996, tras haber sido intervenida y restaurada para devolverle el carácter original a la obra. Fue entronizada en su propia capilla en la iglesia conventual de San Marcos el 27 de diciembre de 2015.
El 2 de abril de 2022, se presentó la peana corpórea, obra del imaginero y restaurador Fernando Aguado, que vino a eliminar el candelero metálico sobre el que reposaba el busto, completando la imagen a través de la hechura de la parte inferior del cuerpo, así como la clámide restante. Ese mismo año, la imagen formó parte de la procesión Passio Legionensis que tuvo lugar el 24 de septiembre dentro de los actos conmemorativos del 33.º Encuentro Nacional de Cofradías, organizado en la ciudad de León. En 2024, la imagen fue seleccionada como una de las piezas centrales de la exposición «Luisa Roldán. Escultora Real», organizada por el Museo Nacional de Escultura.
Procesiona en un trono proyectado por el hermano de la cofradía Francisco Javier González, siendo estrenado en 2004 y que es pujado por 92 braceros. En el trono se intenta ensalzar la Sagrada Imagen haciendo recordar la Santa Scala de la Basílica de San Juan de Letrán de Roma.

### Santo Cristo de la Redención

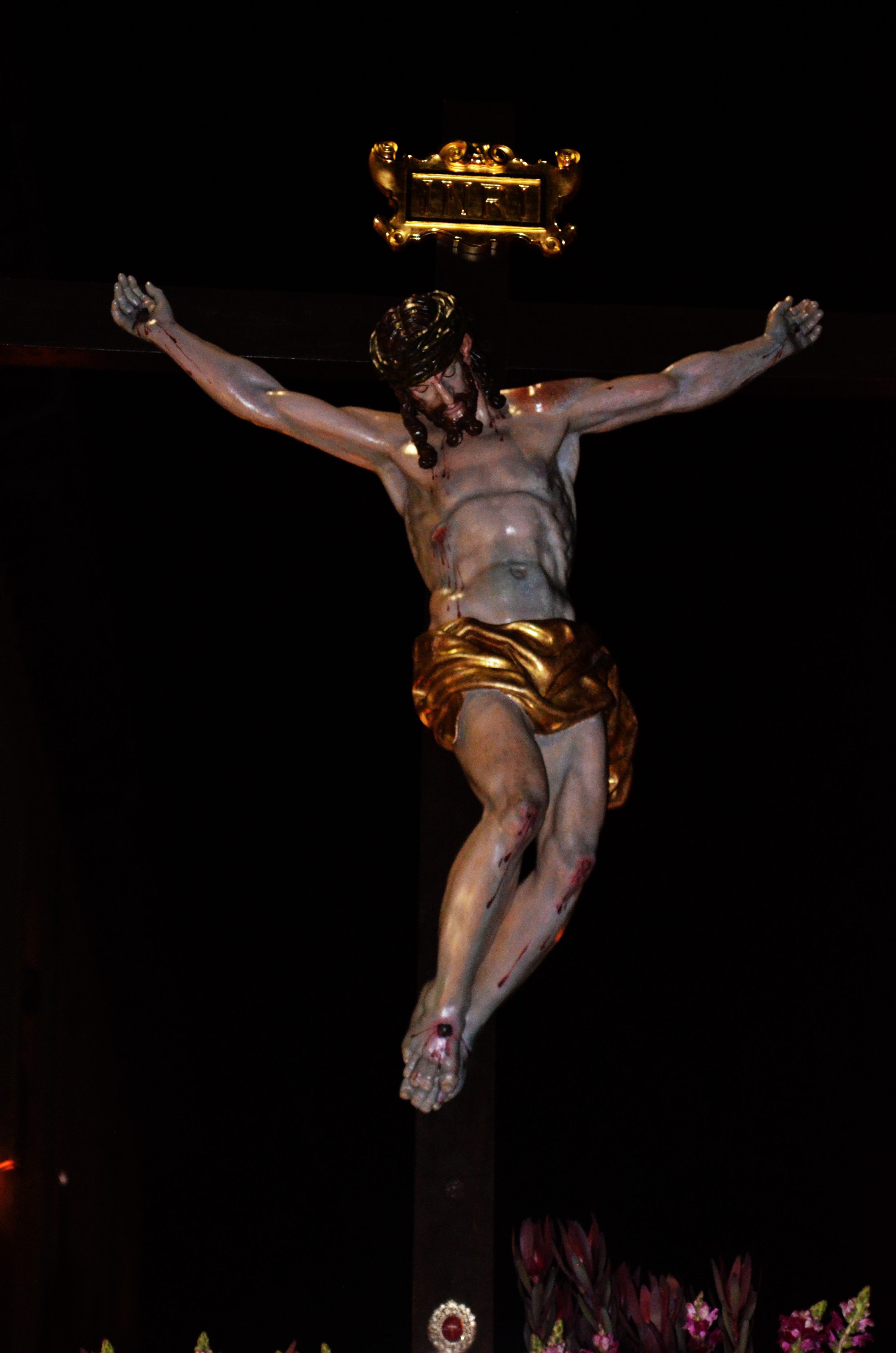
Nuestro Señor Jesús de la Redención. Atribuido a Juan de Ancheta,

Es, junto a la Santa Cruz, la imagen titular de la Cofradía. Su hechura, de estilo renacentista, se atribuye a Juan de Ancheta y, según estudios de Valentín Yugueros, fue realizada en torno a 1570. Tras su restauración, pudo ser venerada en el Convento de las Madres Benedictinas de Santa María de Carbajal, en una pequeña capilla, desde donde puede ser visto a través de una pequeña ventana enrejada en la parte exterior del Convento. En la parte inferior de la cruz se encuentra un relicario con dos astillas de Nuestro Padre Jesús de la Redención de Sevilla, regaladas en 1992 como gesto de hermanamiento entre ambas corporaciones.
Participó por primera vez en la procesión de la Redención el Domingo de Ramos de 1993 y, a partir de 2001, en el vía crucis que la cofradía realizó por la plaza de Santa María del Camino el Lunes Santo el cual, posteriormente, fue trasladado al cuarto sábado de Cuaresma.
En 2019, la cofradía adquirió un nuevo título con la inscripción del monograma INRI para la imagen titular, obra del imaginero sevillano Antonio Luis Troya. El título cuenta además con un dorado en oro, obra del dorador hispalense Curro Moreno Alonso.
Procesiona sobre un trono de madera diseñado en 2001 por el arquitecto Carlos Sexmilo Huarte, al cual se le añadieron en 2011 los guadamecíes realizados por Melchor Gutiérrez San Martín y los elementos decorativos de motivos arbóreos, todo ello bajo la dirección de Luis Ángel Díez Serrano. El paso es pujado por 92 braceros.

### Nuestra Madre de la Divina Gracia

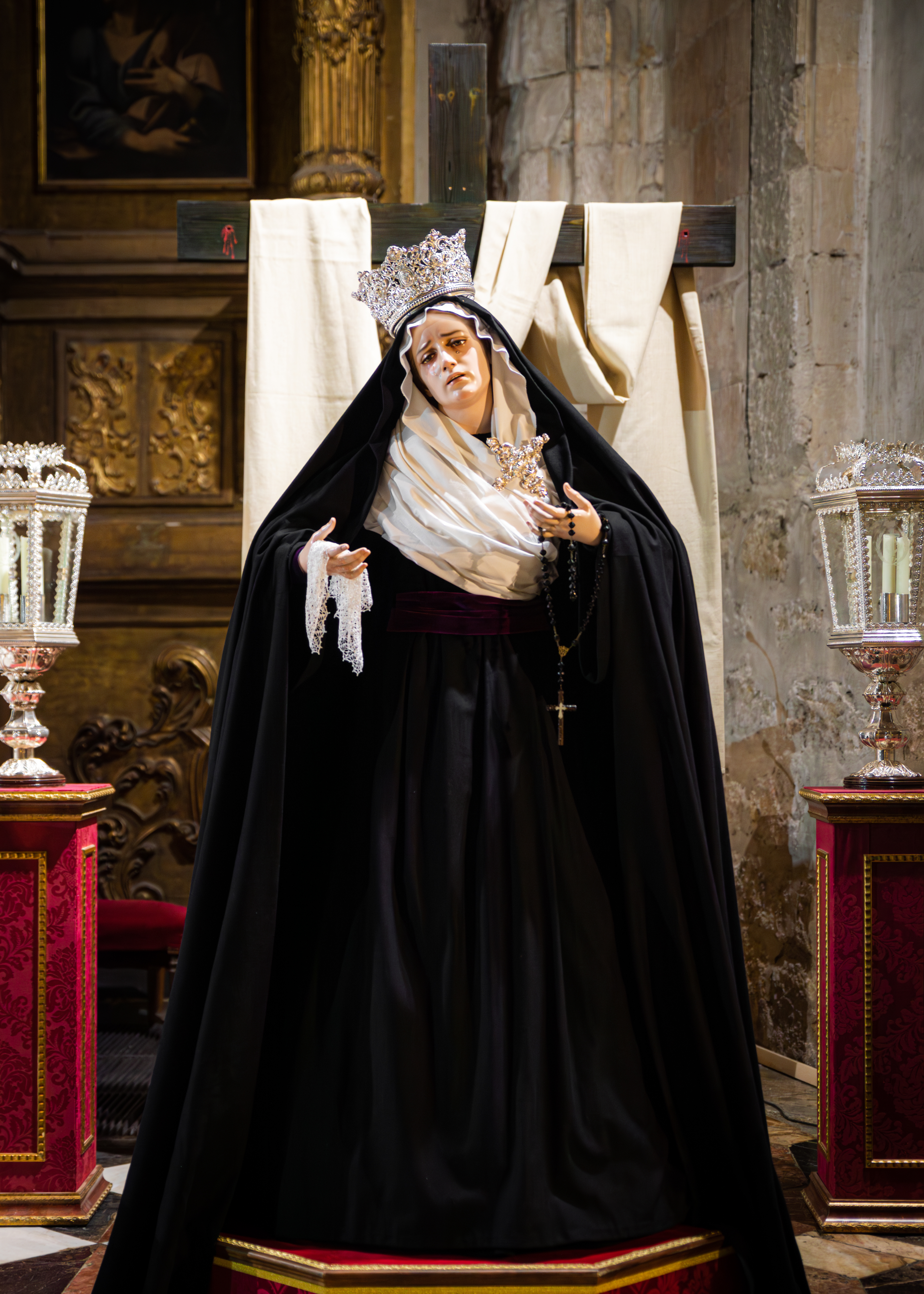
Nuestra Madre de la Divina Gracia. Obra de Antonio José Martínez Rodríguez, 2012

La imagen muestra a la Santísima Virgen en su Soledad al pie de la Santa Cruz, y se incorporó a la procesión de la Redención en 2012. Toma su advocación de la anterior imagen, obra del leonés Valentín Yugueros e incorporada a la cofradía en 1994, pero dado su mal estado de conservación, se procedió a realizar una nueva imagen, obra del escultor e imaginero jienense Antonio José Martínez Rodríguez. Este trabajo fue premiado por el sitio web de arte cofrade La Hornacina como la mejor imagen realizada durante 2012. La imagen se encuentra expuesta al culto todo el año en su capilla ubicada en la iglesia conventual de San Marcos.
En 2016, la Hermandad de la Redención de Sevilla cedió parte del ajuar de su titular, María Santísima del Rocío, el cual lució Nuestra Madre de la Divina Gracia durante su Triduo. De ese modo, la imagen fue vestida por primera vez con una saya roja y la toca de sobremanto de la citada imagen.
Desde 2025, la imagen procesiona en un trono elaborado en los talleres de Óscar Caballero Labrado y cuya orfebrería ha sido confeccionada por el taller de Orfebrería Andaluza, de la mano de los Hermanos de los Ríos. Es pujada por 94 braceros, y cada Domingo de Ramos desfila con un traje de luto de estilo leonés, siendo el color negro predominante en la saya, manto y pedrería que lo adorna, al igual que las devotas que acompañan al paso.